# Agrodiaetus rjabovi
Agrodiaetus rjabovi är en fjärilsart som beskrevs av Forster 1960. Agrodiaetus rjabovi ingår i släktet Agrodiaetus och familjen juvelvingar. Inga underarter finns listade i Catalogue of Life.